# Полія андалузька
Полія андалузька (Pohlia andalusica) — вид мохів порядку головмохальних (Bryales).

## Поширення
Батьківщиною є Європа, Північна Америка, Азія.
Населяє кислий, гравійний або піщаний пошкоджений ґрунт, узбіччя, береги струмків; від низьких до високих висот.

## Характеристика
Рослини дрібні та середні, зелені, ± блискучі. Стебла 0.3–3 см. Листки ± прямовисні, ланцетні, 0.8–1.1 мм; краї зубчасті до зубчастих у дистальній 1/3. Спеціалізоване нестатеве розмноження зазвичай присутнє в безплідному стані; пазушні геми 2–8, обернено-конічні чи довгасті, жовті, рожеві чи зелені, зачатки листя зазвичай на верхівці, іноді ближче, шаруваті. Вид дводомний. Спори 16–21 мкм.